# 高恩
高恩（德語：Gauern）是德国图林根州的市镇，隶属于格赖茨县。总面积为3.67平方千米，截至2023年12月31日总人口为123人。